# 2893 Peiroos
2893 Peiroos è un asteroide troiano di Giove del campo troiano del diametro medio di circa 87,46 km. Scoperto nel 1975, presenta un'orbita caratterizzata da un semiasse maggiore pari a 5,1509059 UA e da un'eccentricità di 0,0762471, inclinata di 14,66130° rispetto all'eclittica.
Il sequenziale 2893, con eponimo Mateo, fu inizialmente attribuito per errore all'oggetto 1975 QP che già aveva ricevuto il sequenziale 2383. La denominazione venne abolita e sostituita con quella attuale attribuita all'oggetto 1975 QD. L'eponimo fu poi assegnato a 2680 Mateo.
L'asteroide è dedicato a Piroo, uno dei capi dei Traci.